# نادي هيرفورد
نادي هيرفورد (بالإنجليزية: Hereford United FC)‏ هو أحد أندية كرة القدم في إنجلترا يلعب في الدوري الإنجليزي تأسس عام 1924 في مدينة هيرفورد.

## شعار النادي
يتخذ النادي رأس الثور كشعار وتميمة حظ وفي المباراة النهائية التي جمعته مع نادي موربييت تاون في ملعب ويمبلي لدوري درجات الهواة الإنجليزية تقدم النادي بطلب إلى الاتحاد الإنجليزي بأن يقام موكب لحيوان «الثور»، وأن يطوف حول الملعب قبل بداية المباراة.
بعد سماح الاتحاد الإنجليزي لكرة القدم على الطلب المقدم من نادي هيرفورد، بإقامة موكب لحيوان «الثور» قبل مباراة الفريق مع موربيت تاون، في نهائي كأس الاتحاد الإنجليزي للهواة.
اعترضت منظمة «بيتا» المهتمة بحقوق الحيوانات. وحسب صحيفة «ذا صن» الإنجليزية، فإن منظمة «بيتا» قد اعترضت بشدة على استعمال حيوان حي في استعراض للترفيه بهذه الصورة البشعة وطالبت الإدارة باستخدام مشجعين للفريق بدل من الثور ليرتدوا زي شبيه به. في خطاب أرسلته المنظمة العالمية للرئيس التنفيذي للاتحاد الإنجليزي قالوا:«الحيوانات ليسوا مهرجين، لذلك نحن نكتب لك لتسحب التصريح الذي قدمته لنادي هيرفورد واعتماد سياسة تمنع استخدام الحيوانات في كرة القدم»، وأضاف الخطاب الذي كتبته كريستى هيندرسون منسقة العلاقات العامة بالمنظمة، «الثيران حيوانات حساسة للغاية وملمة بمحيطها، رونالدو سيكون مذعوراً من ما سيراه حوله من مشجعين صاخبين يملئون الملعب، لذلك ردة فعلة لن تكون متوقعة وقد يسبب مشاكل كبيرة.. يجب عليكم أن ترسلوا للعالم رسالة مفادها أن الاتحاد الإنجليزي لا يشجع تلك التصرفات المؤذية للحيوانات، يجب أن نعطى العالم رسالة أنه من غير المقبول استخدام الحيوانات في العروض الترفيهية».
وأكدت كريستي في الخطاب أن هناك طرق أخرى للترفيه عن مشجعي الكرة وطالبت بأن يستعين نادي هيرفورد باثنين من مشجعيه ليرتدوا زي تميمة الحظ بدلاً من استخدام حيوان حي.